# Менська сотня
Менська сотня (1654 — 1782 рр.) — створена на початку 1654 р. як військова та адміністративна одиниця Ніжинського полку. Включала містечко Мену та села Бабичі, Дубравну, Дягове, Куковичі, Макошин, Ушню, Максаки. Мала старшину: писаря Семена Мартиновича, осавула Богдана Найденовського і хорунжого Прокопа Богдановича. У 1672 р. Іван Самойлович передав Менську сотню до складу Чернігівського полку, який хотів зміцнити. У ньому ж сотня знаходилася аж до ліквідації у 1782 р. Протягом зими 1781–1782 рр. територія сотні була включена до Чернігівського намісництва. Сотенний центр: містечко Мена, нині — райцентр Чернігівської області. До 1648 р. Мена — центр Менської волості Чернігівського повіту Чернігівської губернії. Населені пункти: с. Баба, с. Бондарівка, с. Бреч, с. Бутівка, с. Величківка, с. Данилівка, с. Деснівка, Дівича, слобода, с. Домашлин, с. Дубравка, с. Дягів, с. Куковичі, с. Макошине, с. Максаки, м. Мена, Микольська слобідка, с. Осмаки, хутір Остапівка, хутір Рожківка, с. Слобідка, Тютюнникова слобідка, с. Утівка, с. Ушня, с. Феськівка, с. Хавдіївка. За винятком нових хуторів, ці ж населені пункти значаться і в описі 1769 р. Тобто адміністративна територія сотні була стабільною протягом 110 років існування.

## Реєстр менських сотників
| Сотник                                     | Роки сотникування |
| ------------------------------------------ | ----------------- |
| Данилов Степан                             | 1654              |
| Пилипенко Михайло Іванович                 | 1669              |
| Лисенко Іван Якович                        | 1669              |
| Бобир Іван Федорович                       | 1670              |
| Онищенко Федір                             | 1671              |
| Левченко Тарас                             | 1672              |
| Корсун Роман                               | 1672              |
| Ониськів Федір                             | 1672 — 1677       |
| Курочка Іван Леонтійович                   | 1681              |
| Крупинський Овсій                          | 1683              |
| Курочка Іван Леонтійович                   | 1685; 1686 — 1689 |
| Сахновський [Васютинський] Гнат Васильович | 1696 — 1722       |
| Гуринович Кузьма                           | нак. 1700         |
| Сахновський Іван Гнатович                  | 1723 — 1739       |
| Троцький Іван Кирилович                    | нак. 1735         |
| Сахновський Яким Іванович                  | 1739 — 1743       |
| Троцький Іван Кирилович                    | нак. 1741         |
| Дейнека Костянтин Дем'янович               | нак. 1741         |
| Кузьминський Григорій Сидорович            | 1742 — 1753       |
| Сахновський Павло Петрович                 | 1753 — 1767       |
| Селиванович Костянтин                      | 1770 — 1779       |
| Климович Іван Васильович                   | 1774              |
| Сахновський Яким Якимович                  | 1782              |

Докладніше чит.: Заруба В. М. Адміністративно-територіальний устрій та адміністрація Війська Запорозького у 1648–1782 рр. / В. М. Заруба. — Дніпропетровськ, 2007.
| Сотник                                     | Період управління сотнею       |
| ------------------------------------------ | ------------------------------ |
| Перегуда                                   | (1651, нак.)                   |
| Данилович Степан                           | (? — 1654 — ?)                 |
| Сахновський Василь                         | (? — 1662 — ?)                 |
| Пилипенко Михайло                          | (? — 1669.04. — ?)             |
| Лисенко Іван Якович                        | (? — 1669.04. — ?)             |
| Дорошенко Федір Ониськович                 | (? — 1671 — ?)                 |
| Корсун Роман                               | (? — 1672.02. — ?)             |
| Левченко Тарас                             | (? — 1672.03.)                 |
| Дорошенко Федір Ониськович                 | (1672. 03. — 1677.16.12. — ?)  |
| Габриель, Леонтійович Іван                 | (? — 1681.08. — ?)             |
| Крупинський Овсій                          | (? — 1683.03. — ?)             |
| Павловський Павло                          | (? — 1683.07. — ?)             |
| Курський (Курка, Курочка) Іван Леонтійович | (? — 1685. 09. — 1696.02. — ?) |
| Стефанович Федір                           | (1693. 05., нак.)              |
| Сахновський Гнат Васильович                | (? — 1700.01. — 1719.01. — ?)  |
| Гуринович Кузьма                           | (1700, нак.)                   |
| Сахновський Іван Гнатович                  | (? — 1723 — 1739.30. 01.)      |
| Богдановський                              | (1735.02., нак.)               |
| Самойленко Кирило                          | (1737, нак.)                   |
| Сахновський Яким                           | (1739 — 1742)                  |
| Дейнека Костя                              | (1741, нак.)                   |
| Кузьминський Григорій Сидорович            | (1742. 14.12. — 1753)          |
| Сахновський Павло Петрович                 | (1753.07. — 1770)              |
| Селиванович Костянтин                      | (1770 — 1782)                  |

Докладніше див.: Кривошея В. В. Українська козацька старшина. Ч 1. Реєстр урядників гетьманської адміністрації. — Вид. 2-ге, доповнене, уточнене і виправлене / В. В. Кривошея. — К.: Стилос, 2005.
Щодо реєстру Менських сотників дані професорів Віктора Заруби та Володимира Кривошеї інколи різняться між собою, втім це не знижує вартості їхніх даних в процесі вивчення козацьких часів на Менщині.

## Сотенна старшина
| Отамани                                              |
| ---------------------------------------------------- |
| Сахновський Василь (? — 1677 — ?)                    |
| Стефанович Федір (? — 1696 — ?)                      |
| Курський Григорій Іванович (? — 1700.12. — 1702 — ?) |
| Павлович Захар (? — 1725 — 1732 — ?)                 |
| Павлович Василь (? — 1739 — ?)                       |
| Оникійович Кирило (? — 1743 — ?)                     |
| Павловський Василь (? — 1753)                        |
| Климович Іван (1754 — 1757)                          |
| Омелета Яків (1772 — 1779 — ?)                       |

| Писарі                                   |
| ---------------------------------------- |
| Мартинович Семен (? — 1654 — ?)          |
| Ісаєвич Ничипір (? — 1725 — 1726 — ?)    |
| Лободовський Михайло (? — 1743–1746 — ?) |
| Романовський Гнат (1760.9.03. — 1778)    |
| Омелета Данило Якович (1778 — 1782)      |

| Осавули                                 |
| --------------------------------------- |
| Найденовський Богдан (? — 1654 — ?)     |
| Войченко Хома (? — 1725 — ?)            |
| Дейнека Костянтин (? — 1739 — 1746 — ?) |
| Корнієвський Прокіп (1769 — 1772)       |
| Якименко Василь (1773 — 1779 — ?)       |

| Хорунжі                                |
| -------------------------------------- |
| Богданов Прокіп (? — 1654 — ?)         |
| Омелюта Євстафій (? — 1739 — ?)        |
| Омелета Юхим (? — 1743 — 1746 — ?)     |
| Омелета (? — 1768)                     |
| Корнієвський Прокіп (1768 — 1769)      |
| Падалка Трохим (1773 — 1779 — ?)       |
| Москалець Кузьма Васильович (? — 1782) |

* Докладніше: Кривошея В. Українська козацька старшина. Ч 1. Реєстр урядників гетьманської адміністрації. — Вид. 2-ге, доповнене, уточнене і виправлене. — К.: Стилос, 2005.

## Присяга 1654р.
В середині XVII ст. місто Мена ніби «виринає» з історичного небуття. Політична активність населення нашого краю, яке проявила себе в ході Національно-визвольної війни 1648–1657 рр., сприяла перетворенню Менщини на впливовий регіон Чернігівського воєводства. Ці процеси посилилися з моменту утворення менської сотні, в 1654 р., яку спочатку буде включено до складу Ніжинського, а з часом Чернігівського полку.
В ході українсько-польського протистояння середини XVII ст., Богдан Хмельницький був змушений укласти воєнно-політичний союз з Московією, для відновлення війни проти Речі Посполитої. Як відомо, в ході дипломатичних взаємин між Гетьманщиною та Московським царством, 8(18) січня 1654 р. в м. Переяславі відбулася урочиста присяга гетьмана, козацької старшини, разом з переяславцями, на вірність московському царю Олексію Михайловичу.
Згідно україно-московських домовленостей, те ж саме повинні були зробити мешканці значних (полкових та сотенних) міст та містечок. Після «приведення до присяги» жителів Сосниці, 10 (20) лютого 1654 р., московські посланці: стольник Михайло Дмитрієв та піддячий Степан Федоров, прибули до Мени. Їм дозволили оглянути місто і виконати заплановану місію. На підставі побаченого та почутого, згадані російські резиденти, склали статистичний звіт, про перебування на теренах сучасної Менщини.
Під час нетривалого візиту до Мени, російські емісари здійснили перепис найбільш політично свідомих верств населення — міщан та козаків, які присягнули на вірність московському монарху. Відбувся такий собі перепис-плебісцит («приведение к вере»), який, на тлі недоступності для дослідників литовських та польських історичних хронік, є першим відомим описом, з зазначенням посад, імен та прізвищ козацької старшини та значної частини міського населення, міста Мена та деяких сусідніх населених пунктів.
До перепису не ввійшли селяни, діти (неповнолітні) та жінки. Останні, як відомо, внаслідок тогочасного упослідженого становища, були відсторонені від громадсько-політичної діяльності. В реєстрі присяги немає прізвищ і, навіть, релігійних імен православних священиків, адже українська православна церква, на чолі якої стояв митрополит Сильвестр Косів, з усім кліром, відмовилася присягнути на вірність московитам. В той же час, деякі священики згадуються в описі церков та монастирів нашого краю.
Даний історичний документ дозволяє зрозуміти яким була сучасна Мена та інші населені пункти зазначені в реєстрі присяги: с. Дягова (с. Деговая), с. Жовтневе (с. Бабичи), с. Куковичі (с. Коковичи), смт. Макошине (с. Маковшины, а можливо й с. Смаковшино), в середині XVII ст.
Окрім того слід звернути увагу на імена та прізвища жителів Мени. Їх аналіз дозволяє встановити певну соціальну та етнічну закономірність. Ми майже не зустрінемо тут польських та єврейських прізвищ. Вочевидь суспільна неприязнь, яка далася в знаки в роки Національно-визвольної війни, призвела до знищення, або еміграції майже всіх поляків та євреїв.
Не залишається непоміченим відсутність прізвища в багатьох міщан, яких реєстр персоніфікує по іменам. Прізвища та імена деякі осіб свідомо, чи несвідомо спаплюжені. Московити, досить часто, невдало перекладали імена та прізвища з української мови на російську. Це ж саме стосується і населених пунктів. Мова опису нагадує сучасний суржик. В дужках подані сумнівні частини тексту, які важко розібрати.
Опис міста, перепис окремих прошарків населення Мени за нової доби, експонує її як колишнє польське місто-фортецю, вотчину відомого магната Адама Киселя, яку адміністрація Гетьманщини того ж року, перетворить на сотенний осередок. З цього періоду фактично почалася міська історія Мени, яка за сучасними мірками, стане столицею невеличкого козацького регіону районного масштабу.
Цей статус місто збереже до 1781–1782 року, коли в умовах адміністративної реформи Малоросії, російська влада віддасть Сосниці право бути волосним центром, перетворивши Мену на містечко. Статус міста та районного центру Мена поверне лише в 1966 році.